# Pseudophasma
A Pseudophasma a rovarok (Insecta) osztályának a botsáskák (Phasmatodea) rendjéhez, ezen belül a Pseudophasmatidae családjához tartozó nem.

## Rendszerezés
A nembe az alábbi fajok tartoznak:
- Pseudophasma acanthonotum
- Pseudophasma annulipes
- Pseudophasma armatum
- Pseudophasma bequaerti
- Pseudophasma bispinosum
- Pseudophasma blanchardi
- Pseudophasma bolivari
- Pseudophasma brachypterum
- Pseudophasma cambridgei
- Pseudophasma esmeraldas
- Pseudophasma eupeplum
- Pseudophasma flavicorne
- Pseudophasma flavidum
- Pseudophasma flavipenne
- Pseudophasma flavipes
- Pseudophasma fulvum
- Pseudophasma illustre
- Pseudophasma inca
- Pseudophasma marmoratum
- Pseudophasma menius
- Pseudophasma missionum
- Pseudophasma perezii
- Pseudophasma phaeton
- Pseudophasma phthisicum
- Pseudophasma putidum
- Pseudophasma robustum
- Pseudophasma rufipes
- Pseudophasma taeniatum
- Pseudophasma unicolor
- Pseudophasma urazi
- Pseudophasma velutinum
- Pseudophasma quitense